# Vřesina (okres Opava)
Obec Vřesina (německy Wrzessin nebo Wrzeschin, polsky Wrzesin) se nachází v okrese Opava v Opavské pahorkatině v Moravskoslezském kraji. Žije zde přibližně 1 700 obyvatel. Vřesinou protéká potok Bečva (polsky Bełk) a nachází se v ní přírodní rezervace Dařanec, vyhlášená roku 1969.

## Historie
První doložená písemná zmínka pochází z roku 1270, kdy zdejší osídlení připadlo k majetku velehradského kláštera. Patří mezi nejstarší obce Hlučínska.
Složitost majitelských vztahů způsobila rozdělení obce na dvě, od sebe nepříliš vzdálené části: jedna náležela majitelům benešovského panství pánům z Drahotuš, druhá Donátům z Velké Polomi. Obě části se pak spojily roky 1610 za Jindřicha Donáta z Velké Polomi. 
Ve 2. polovině 17. století Vřesinu zdědili Rogojští z Rohožníku. V té době byly ve 3 zahrady, mlýn, krčma a 4 rybníky (Vesnický, Mlýnský, Domácí a Březová). Ve vsi byly navíc dva pusté statky. 
V roce 1760 Vřesinu koupil František Leopold, hrabě Lichnovský a natrvalo ji připojil k hrabství Chuchelná. 
Škola ve Vřesině vznikla v roce 1858, školní budova ovšem pochází z roku 1913.
Po připojení Vřesiny k Československu v roce 1920 měla obec 617 obyvatel, 79 domů, myslivnu, hostinec, obchod, kováře, obuvníka a krejčího. Zároveň nastalo období rozvoje obce, kdy byly v krátké době po sobě postaveny fara, orlovna a v roce 1930 kostel svatého Viléma Akvitánského, který nahradil kostelík zbudovaný v roce 1907.
V 70. letech byla obec administrativně připojena k Hlučínu, v 90. letech se však opět osamostatnila. Výhodná poloha v blízké vzdálenosti Ostravy, stejně jako malebné umístění obce uprostřed lesů podnítila zejména po roce 2000 výstavbu nových rodinných domů. 

## Poloha
Obec leží v Hlučínské pahorkatině na úbočí údolní kotliny potoka Bečva. Její nadmořská výška se pohybuje v rozmezí 240–176 m n. m. Vřesina leží šest kilometrů severně od Hlučína a 13 km od Ostravy-Poruby. Nedaleko obce se nachází státní hranice s Polskem.

## Pamětihodnosti
- Kostel svatého Viléma Akvitánského: Byl postaven v roce 1930 stavitelem Luzarem z Koutů u Kravař v novorománském slohu a vysvěcen 26. října 1930.[10] Je pokryt břidlicí, věž měděným plechem. Je 28 m dlouhý, 14 m široký a věž je 40 m vysoká a má 6 zvonů (Panny Marie Neposkvrněné o hmotnosti 516 kg, Sv. Václava o hmotnosti 240 kg, Sv. Josefa o hmotnosti 130 kg, Sv. Viléma o hmotnosti 70 kg, Sv. Barbory o hmotnosti 45 kg a Sv. Vendelína o hmotnosti 10 kg).[11]

## Zajímavosti
- Bludné balvany: Nacházejí se v okolí Vřesiny, dvora Karlovce, Hatě a údolí haťského potoka. V nálezech převažují žuly a ruly. Balvany byly dopraveny pohybem pevninského ledovce ve starším kvartéru v období haltštatském (cca před 470–430 tisíci lety) a v době sálského zalednění (před 230–170 tisíci lety). Velikost těchto balvanů je různá, největší jsou právě balvany vřesinské o váze až 1,65 t.[6] U staré hlučínské cesty (jižně od obce) je velký balvan o rozměrech 140 × 70 × 50 cm a další menší se vyskytují na spojovacích polních cestách mezi touto starou cestou a novou silnicí. Další balvany leží u dvora Karlovec, na okraji louky, kde teče potok. Větší z nich je 140 × 70 × 52 cm velký a dva menší mají rozměry 87 × 52 × 52 a 52 × 35 × 35 cm. Jsou z hrubozrnné červené žuly a pocházejí ze spodní morény. Balvan z hrubozrnné žuly, nazývaný Mechtildin bludný balvan, s nápisem Mechtilden Eiche, se nachází u obrovského Mechtildina dubu v lese Dařanec. Další bludný balvan je v zemi vedle chodníku poblíž kostela. Plánuje se vytvořit naučnou stezku, pro kterou by se vyhledaly bludné balvany, obnažily, označily a případně se soustředily na vhodném místě v centru obce. Naučná stezka by vypovídala o morfologickém vývoji oblasti Vřesiny a vytvořila specifickou atrakci vesnice.[11][12]
- Každoročně v červnu, okolo svátku sv. Jana se koná tradiční „turnaj tří konců“, ve kterém proti sobě nastupují mužstva starých pánů jednotlivých lokalit. Jedná se o Hajduk, Mexiko a Korea.